# Mary Shakespeare

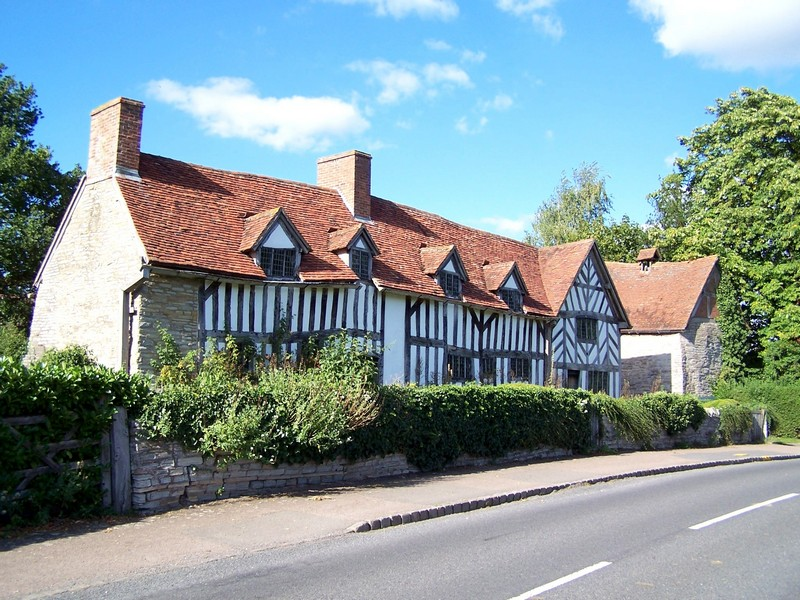
Mary Arden’s House in Wilmcote.

Mary Shakespeare (geborene Arden; * um 1540 in Stratford-upon-Avon; begraben 9. September 1608 ebenda) war die Mutter William Shakespeares.

## Leben
Mary Arden wurde als jüngste von acht Töchtern Robert Arden von Wilmecotes in eine katholische Familie geboren. Nach dem Tod ihres Vaters 1556 erbte sie mit 16 Jahren Haus und Grund in Wilmcote, Warwickshire. Die heutige „Palmer’s Farm“ in Wilmcote war ab Ende des 18. Jahrhunderts als „Mary Arden’s House“ bekannt. Es ist jedoch nicht belegt, dass es sich dabei tatsächlich um das Haus der Familie gehandelt hat.
Mary Arden heiratete John Shakespeare vermutlich im Jahr 1557. Die Ardens waren zu jener Zeit eine der führenden Familien in Stratford-upon-Avon und gehörten dem niederen Adel an, während die Shakespeares nur Freibauern waren. Die Besitztümer der Ardens wurden später verpfändet, als John Shakespeare aus unbekannten Gründen in Geldnot geriet.
Das Paar hatte acht Kinder: Joan (1558 geboren – im selben Jahr verstorben), Margaret (1562–1563), William (1564–1616), Gilbert (1566–1612),  Joan (1569–1646), Anne (1571–1579), Richard (1574–1613) und Edmund (1580–1607). Da seine beiden älteren Schwestern im Kindesalter starben, war William das älteste Kind.